# Hilton Head Island
Hilton Head Island, většinou nazývaný krátce Hilton Head, je přímořské letovisko a bariérový ostrov v okrese Beaufort County v Jižní Karolíně, ve Spojených státech. Nachází se 32 km severovýchodně od města Savannah v Georgii a 153 km jihozápadně od Charlestonu. Ostrov je pojmenován po kapitánu Williamu Hiltonovi, který v roce 1663 prozkoumával zátoku Port Royal Sound, v níž ostrov leží. Východní část ostrova je tvořena 19 km pláží na pobřeží Atlantského oceánu, díky čemuž je populární prázdninovou destinací. V roce 2004 odhadovaných 2,25 milionu návštěvníků přineslo místní ekonomice více než 1,5 miliardy dolarů. Celoročně je ostrov obýván, dle sčítání lidu v roce 2010, 37 099 obyvateli, ale během vrcholící letní sezóny se toto číslo navyšuje až na 150 tisíc. V průběhu druhé dekády 21. století činila míra růstu počtu obyvatel ostrova 32 %. Hilton Head Island je sídelním městem metropolitní oblasti Hilton Head Island-Bluffton-Beaufort, která měla v roce 2015 odhadovaný počet obyvatel 207 tisíc.
Ostrov má bohatou historii, která začala sezónním pobytem amerických domorodých obyvatel před tisíci let a pokračovala evropskými objeviteli a obchodem s bavlnou. Stal se také významnou základnou unionistické blokády jižních konfederačních přístavů během americké občanské války.
Místní komunita byla zformována jako město v roce 1983 a je známá svým příklonem k ekologickému rozvoji. Výsledkem je poměrně značné zalesnění vzhledem k počtu domů a obyvatel. Zhruba 70 % ostrova, včetně většiny turistických oblastí, se nachází uvnitř uzavřených komunit (gated communities). Město nicméně udržuje několik veřejných přístupů k pláži, včetně jednoho výhradně pro rezidenty města, kteří schválil několik referend o mnohamiliónových výkupech pozemků v zájmu omezení růstu komerčního využití oblasti.
Hilton Head Island nabízí neobvykle značné množství kulturních příležitostí vzhledem k velikosti komunity, včetně výletů na lodích za mořskou vílou, divadelních představení ve středisku umění pobřežní Karolíny (the Arts Center of Coastal Carolina), 120-členného chrámového pěveckého sboru (the Hilton Head Choral Society), koncertů orchestru the Hilton Head Symphony Orchestra, každoroční festival ochutnávek vína a řadu jiných komunitních festivalů. Ostrov je nicméně velmi známý i mezi příznivci golfu jako hostitel turnaje PGA Tour RBC Heritage, který se hraje na hříšti Harbour Town Golf Links v klubu Sea Pines Resort.